# ストラット (アルバム)
『ストラット』（Strut）は、レニー・クラヴィッツが2014年に発表した10作目のスタジオ・アルバム。

## 背景
クラヴィッツが映画『ハンガー・ゲーム2』（2013年公開）の撮影に参加していた頃、夜になると曲のアイディアが浮かび、それに注意を払ったことで生まれた作品だという。「ウー・ベイビー・ベイビー」はスモーキー・ロビンソン&ザ・ミラクルズのカヴァーで、クラヴィッツ自身は「（アルバムの）最後を締め括るのに相応しい曲だと思った。ナイト・クラブの閉店、つまり灯りがついて、男達が掃除を始めて、バンドがもう1曲演奏しようとする様子を、ちょっと描写してみたいと思ったのさ」とコメントしている。
キーボード、ベース、ドラムスはいずれもクラヴィッツによる多重録音で、ギター・パートに関してはクレイグ・ロスが全曲に参加し、クラヴィッツ自身も6曲（ボーナス・トラックも含めると9曲）でギターを弾いた。なお、タイトル曲のギター・ソロはクレイグ・ロスが弾いている。
プロデュースはクラヴィッツ自身だが、ミキシングに関してはボブ・クリアマウンテンが起用され、クラヴィッツはクリアマウンテンの音作りを「美しく洗練されているけど、ギターもドラムスもバカでかい」と評している。
本作からの第1弾シングル「ザ・チェンバー」のミュージック・ビデオはアンソニー・マンドラーが監督し、モデルのリアン・テン・ハーケンがクラヴィッツとのラヴ・シーンを演じた。
本作は、クラヴィッツ自身が設立したインディーズ・レーベル「ロキシー・レコード」からの第1弾アルバムに当たり、クラヴィッツは「前のアルバム（2011年の『ブラック・アンド・ホワイト・アメリカ』）では本当に嫌な経験をしたよ。ヴァージンを出てロードランナーに移ったけど、これ以上ないぐらい最悪だった。今回は自分自身のチームをまとめ上げて、良い気分だったよ」と語っている。

## 反響
スイスのアルバム・チャートでは合計2週にわたって最高2位を記録し、2014年の年間アルバム・チャートでは26位となった。同国のシングル・チャートでは「ザ・チェンバー」が9位、「ニューヨーク・シティ」が34位、「ザ・プレジャー・アンド・ザ・ペイン」が29位に達した。
ドイツでは本作がアルバム・チャートで2位に達し、シングル・チャートでは「ザ・チェンバー」が17位、「ザ・プレジャー・アンド・ザ・ペイン」が80位を記録した。クラヴィッツの母国アメリカでは、総合アルバム・チャートのBillboard 200で19位、『ビルボード』のインディペンデント・アルバム・チャートで3位、ロック・アルバム・チャートで6位に達した。

## 評価
Stephen Thomas Erlewineはオールミュージックにおいて5点満点中4.5点を付け「レニーは良いグルーヴを止められず、『ストラット』は殆どグルーヴによって構成されている」と評している。『ローリング・ストーン』誌が選出した「2014年のベスト・アルバム50」では35位にランク・イン。

## 収録曲
特記なき楽曲は作詞・作曲：レニー・クラヴィッツ。
1. セックス / Sex - 3:54
  - 作詞：レニー・クラヴィッツ／作曲：レニー・クラヴィッツ、クレイグ・ロス
2. ザ・チェンバー / The Chamber - 4:57
  - 作詞：レニー・クラヴィッツ／作曲：レニー・クラヴィッツ、クレイグ・ロス
3. ダーティー・ホワイト・ブーツ / Dirty White Boots - 3:57
  - 作詞：レニー・クラヴィッツ／作曲：レニー・クラヴィッツ、クレイグ・ロス
4. ニューヨーク・シティ / New York City - 6:22
  - 作詞：レニー・クラヴィッツ／作曲：レニー・クラヴィッツ、クレイグ・ロス
5. ザ・プレジャー・アンド・ザ・ペイン / The Pleasure and the Pain - 5:08
6. ストラット / Strut - 3:09
7. フランケンシュタイン / Frankenstein - 4:34
8. シーズ・ア・ビースト / She's a Beast - 4:42
9. アイム・ア・ビリーヴァー / I'm a Believer - 3:16
  - 作詞：レニー・クラヴィッツ／作曲：レニー・クラヴィッツ、クレイグ・ロス
10. ハッピー・バースデイ / Happy Birthday - 4:56
11. アイ・ネヴァー・ウォント・トゥ・レット・ユー・ダウン / I Never Want to Let You Down - 4:38
12. ウー・ベイビー・ベイビー / Ooo Baby Baby - 3:40
  - 作詞・作曲：スモーキー・ロビンソン、ウォーレン・ムーア

### 日本盤ボーナス・トラック
1. スウィート・ギッチー・ローズ / Sweet Gitchey Rose - 4:48
  - 作詞：レニー・クラヴィッツ／作曲：レニー・クラヴィッツ、クレイグ・ロス
2. キャント・ストップ・シンキン・バウト・ユー / Can't Stop Thinkin' 'bout You - 3:45
3. リフト・ミー・アウト・オブ・マイ・ヘッド / Lift Me Out of My Head - 5:16
4. イット・ウォント・フィール・ザ・セイム / It Won't Feel the Same - 4:22

## 参加ミュージシャン
- レニー・クラヴィッツ - ボーカル、ギター、ピアノ、ハモンドオルガン、メロトロン、クラビネット、ミニ・モーグ、アープ・ストリングアンサンブル、ベース、ドラムス、パーカッション、ハーモニカ、バリトン・サックス、手拍子
- クレイグ・ロス - ギター、スライドギター、タンブリン、手拍子
- デヴィッド・バロン - シンセサイザー・プログラミング(on 2.)
- ハロルド・トッド - サックス(on 4. 5. 7. 10. 11. 12. 15.)
- ルドヴィック・ルイ - トランペット(on 4. 5. 7. 11. 12.)
- デヴィッド・ボウリン - ヴァイオリン(on 8.)
- ケンジ・バンチ - ヴィオラ(on 8.)
- ダレット・アドキンス - チェロ(on 8.)
- タワサ・アギー - バッキング・ボーカル(on 2. 4. 5. 6. 7. 10. 11. 12.)
- ジェイムズ・ウィリアムズ - バッキング・ボーカル(on 4. 5. 6. 7. 10. 11. 12.)
- シンディ・ミゼル - バッキング・ボーカル(on 4. 5. 6. 7. 10. 11. 12.)